# 金武烈
金武烈（1982年5月22日—），韓國男演員。

## 演藝記事
2015年電影《延坪海戰》在海內外創下票房佳績與CGV 9.3分的高評價，無償參演的金武烈、李玹雨、晉久和導演獲得國防部頒發「西海守護者徽章」，這是韓國首次由民間人士而非軍政人員所獲得。
2024年透過高達四部作品的亮相展現多種角色面貌，讓觀眾對其演技魅力留下深刻的印象，其中《犯罪都市4》更是金武烈第一部千萬票房的電影，而2025年也已確認會在多部作品繼續活躍。

## 个人生活
與女演員尹昇娥於2015年4月4日舉行非公開婚禮，2023年6月8日長子出生。

## 演出作品

### 劇集
- 2007年：MBC《別巡檢 第1季（朝鲜语：별순검 시즌1）》飾演 吳德
- 2008年：SBS《一枝梅》飾演 卞施莞
- 2009年：SBS《妻子回來了》飾演 韓強洙
- 2015年：OCN《我的美麗新娘》飾演 金度恆
- 2017年：OCN《壞傢伙們：惡的都市》飾演 盧鎮平
- 2018年：KBS2《KBS Drama Special—被遺忘的季節》飾演 許俊基
- 2022年：Netflix《少年法庭》飾演 車泰柱
- 2022年：Disney+《迷網追兇》飾演 宋御真
- 2022年：SBS《Trolley：命運交叉點》飾演 張友材
- 2023年：U+Mobietv《High Cookie》饰演 柳成弼
- 2023年：Netflix《Sweet Home 2》飾演 金英厚
- 2024年：Netflix《Sweet Home 3》飾演 金英厚
- 2024年：U+ Mobile TV、Disney+《無路可走：輪盤賭》饰演 李尚奉
- 2024年：TVING《于氏王后》飾演 乙巴素
- 待定：Disney+《山寨人生》
- 待定：Netflix《真正的教育》飾演 羅火進

### 電影
- 2009年：《結婚典禮後（朝鲜语：결혼식 후에）》飾演 金賢俊
- 2009年：《作戰（朝鲜语：작전 (영화)）》(股神戰場) 飾演 趙旻亨
- 2011年：《浪漫天堂（朝鲜语：로맨틱 헤븐）》飾演 董致盛
- 2011年：《弓箭之戰》飾演 西君
- 2012年：《人類滅亡報告書》飾演 智浩（客串）
- 2012年：《蘿莉塔：情陷謬思》飾演 徐志友
- 2013年：《小混混的戰爭（朝鲜语：개들의 전쟁）》飾演 尚根
- 2015年：《延坪海戰》飾演 尹永夏（朝鲜语：윤영하）
- 2017年：《韓國製造》飾演 民宰
- 2017年：《代立軍（朝鲜语：대립군）》飾演 谷守
- 2017年：《記憶之夜》飾演 佑碩
- 2018年：《搶錢對決（朝鲜语：머니백）》飾演 珉載
- 2018年：《人狼》飾演 韓相佑
- 2019年：《極惡對決》飾演 鄭泰錫
- 2020年：《詭妹》飾演 姜書振
- 2020年：《政客誠實中》飾演 朴希哲
- 2021年：《勝利號》飾演 姜賢宇
- 2021年：《攔截聲命線》 飾演 郭專家
- 2022年：《正直的候选人2》飾演 朴希哲
- 2023年：《闇黑對決》飾演 金弼道
- 2023年：《芭蕾復仇曲》飾演 赵社长
- 2024年：《犯罪都市4》饰演 白昌基
- 2025年：《破果》饰演 柳

### 音樂劇
- 2002年：《ZZANGDDA！》
- 2005年：《火爆浪子》
- 2006年：《Altar Boyz》
- 2007年：《Thrill Me》
- 2007年：《尋找金鐘旭》
- 2008年：《Thrill Me》
- 2008年：《快樂人生》
- 2009年：《Jack the Ripper》
- 2009年：《Spring Awakening 》（中文譯作：《春醒》）
- 2010年：《三劍客》
- 2010年：《Thrill Me》
- 2011年：《光化門戀歌》
- 2011年：《小姐與流氓》
- 2012年：《光化門戀歌》
- 2013年：《The Promise》
- 2014年：《Kinky Boots》（中文譯作：《長靴妖姬》）
- 2016年：《Gone Tomorrow》
- 2017年：《Thrill Me》十週年公演

### 話劇
- 2007年：《Mad Kiss》
- 2016年：《冰塊》

## 奖项荣誉
| 年份   | 颁奖礼                  | 奖项                                  | 作品                           | 结果 | 参考   |
| ------ | ----------------------- | ------------------------------------- | ------------------------------ | ---- | ------ |
| 2007年 | 第1届大邱国际音乐剧庆典 | 最佳新人男演员                        | 《令我顫慄》                   | 獲獎 |        |
| 2007年 | 第1届The Musical Awards | 最佳男配角                            | 《令我顫慄》                   | 提名 |        |
| 2009年 | 第15届韩国音乐剧大奖    | 最佳男演员                            | 《春之觉醒》                   | 獲獎 |        |
| 2009年 | 第30届青龙电影奖        | 最佳新人男演员                        | 《作战》                       | 提名 |        |
| 2010年 | 第46屆百想藝術大獎      | 电影部门 最佳新人男演员               | 《作战》                       | 提名 |        |
| 2010年 | SBS演技大奖             | 周末剧及日日剧部门 最佳男配角         | 《妻子回來了》                 | 提名 |        |
| 2012年 | 第21届釜日电影奖        | 最佳男配角                            | 《銀嬌》                       | 提名 |        |
| 2018年 | KBS演技大奖             | 男子联作‧独幕剧奖                     | 《Drama Special—被遗忘的季节》 | 提名 | [ 9 ]  |
| 2023年 | 第28届春史电影奖        | 最佳男配角                            | 《對外秘密》                   | 提名 |        |
| 2023年 | SBS演技大奖             | 迷你剧浪漫及喜剧部门 男子最优秀演技奖 | 《Trolley：命運交叉點》        | 提名 | [ 10 ] |

## 外部連結
- 金武烈的Instagram帳戶
- 金武烈在NAVER上的资料
- 金武烈在韩国电影数据库（KMDb）上的資料（韓語）
- 金武烈在互联网电影资料库（IMDb）上的資料（英文）
- 金武烈在豆瓣上的资料（简体中文）